# Чувство (психология)
Чу́вство — эмоциональный процесс человека, отражающий субъективное оценочное отношение к реальным или абстрактным объектам. Чувства отличают от аффектов, эмоций и настроений.

## Этимология
Слово чувство заимствовано из старославянского, где оно имело написание чувьство и было образовано с помощью суффикса -ьств- (совр. -ств-) от слова чути; суффикс в между гласными у и ь (чу-ьство) является вставочным. Слово чути встречается во многих славянских языках (например древнерусский, украинский, белорусский, польский, болгарский) в значении слушать, слыхать, чуять, понимать, чувствовать. Слово чувство того же корня, что и слово чуять.
Слово чувство употребляется уже в «Изборнике 1073 года». В связи с тем, что Изборник 1073 года является копией раннего болгарского сборника («Симеонов сборник»), то слово использовалось ещё в начале X века.
Можно сделать вывод, что русское слово чувство относится к процессу понимания чего-либо, восприимчивости к чему-то.

## Смысл термина
Чувствами называют процессы внутренней регуляции деятельности человека, отражающие смысл (значение для процесса его жизнедеятельности), который имеют для него реальные или абстрактные, конкретные или обобщённые объекты, или, иначе говоря, отношение субъекта к ним.
Чувства отражают не объективную, а субъективную, обычно бессознательную оценку объекта. Возникновение и развитие чувств выражает формирование устойчивых эмоциональных отношений (иначе говоря «эмоциональных констант») и основывается на опыте взаимодействия с объектом. В связи с тем, что этот опыт может быть противоречивым (иметь как позитивные, так и негативные эпизоды), чувства по отношению ко многим объектам носят противоречивый (амбивалентный) характер.
Чувства могут иметь различные уровни конкретности — от непосредственных чувств к реальному объекту, до чувств, относящихся к социальным ценностям и идеалам. Эти различные уровни связаны с разными по форме обобщениями объекта чувств. Существенную роль в формировании и развитии наиболее обобщённых чувств имеют социальные институты, социальная символика, поддерживающая их устойчивость, некоторые обряды и социальные акты. Как эмоциональные процессы, чувства развиваются и, хотя и имеют свои биологически детерминированные основания, являются продуктом жизни человека в обществе, общения и воспитания.

## Границы понятия
Специалисты проводят различие между понятием «чувство» и понятиями «эмоция», «аффект», «настроение», «переживание» и «ощущение».
В отличие от эмоций, отражающих кратковременные переживания, чувства долговременны и могут оставаться на всю жизнь.
В отличие от эмоций и настроений, эмоциональные процессы, описываемые понятием «чувство», привязаны к объектам: они возникают по отношению к кому или чему-либо, а не к ситуации в целом. «Я боюсь этого человека» — это чувство, а «Мне страшно» — это эмоция.
От аффектов чувства отличаются тем же, чем и от эмоций. Кроме того аффекты, в отличие от чувств, практически всегда имеют явные внешние проявления.
Под переживаниями понимают исключительно субъективно-психическую сторону эмоциональных процессов, не включая физиологические составляющие.
Ощущением называется психическое отражение свойств и состояний внешней среды, возникающее при непосредственном воздействии на органы чувств.

## Понятие в психологии
Чувства, в отличие от эмоций, устроены более сложно и не всегда играют адаптивную или мотивационную роль в жизни человека.
В науке все чувства принято условно разделять на 4 основных вида: нравственные, интеллектуальные, эстетические, социальные.
По своей структуре чувства состоят из двух или более фундаментальных эмоций и логического алгоритма, связывающего их воедино. Например, чувство зависти состоит из эмоций гнева, обиды и презрения, а связывающим алгоритмом является сравнение с человеком, который достиг успеха в значимых для завистника ценностях (материальных или духовных), желание быть на его месте. При этом не стоит путать зависть с чувством здоровой конкуренции — так называемой белой завистью.
Одно и то же чувство может проживаться и проявляться по-разному, в зависимости от того, в каком эмоциональном состоянии человек находится на данный момент. Например, чувству дружбы могут в разное время сопутствовать эмоции радости, интереса, обиды, стыда и раздражения.
Чувства проявляются у людей по-разному, потому что у каждого человека есть свой собственный набор индивидуальных черт и личностных качеств, которые оказывают влияние на чувства.
Л. С. Выготский в своей неоконченной работе «Учение об эмоциях» проводит различие между высшими и низшими эмоциями. Высшие и низшие эмоции можно назвать идеальными человеческими чувствами и материальными животными чувствами.
«Животное чувствует только свою боль... — писал российский философ С. Н. Мареев, — Человек может посочувствовать другому потому, что он может представить, как тому плохо, или, наоборот как ему хорошо. Всякое человеческое чувство есть со-чувствие. Поэтому всякое человеческое чувство есть социальное чувство. И это проявляется не только в том, что я сочувствую отдельному человеку, — Ивану или Петру — а я могу сочувствовать всему человечеству. И в этом заключается и проявляется и моя человечность».

## Характеристики

### Валентность (тон)
Чувства характеризуются валентностью (или тоном) — то есть могут быть приятными (положительными), неприятными (отрицательными) или амбивалентными (двойственными, противоречивыми).

### Интенсивность
Чувства могут различаться по интенсивности (силе). Чем сильнее чувство, тем сильнее его физиологические проявления и влияние на поведение человека.

### Стеничность
В зависимости от влияния на активность чувства подразделяются на стенические (от др.-греч. σθένος — сила) и астенические (от др.-греч. ἀσθένεια — бессилие). Стенические чувства побуждают к активной деятельности, мобилизуют силы человека (любовь, ненависть и другие). Астенические чувства расслабляют или парализуют силы (например обида, в некоторых своих проявлениях, или презрение).

### Содержание
Кроме вышеуказанных характеристик, чувства различаются по содержанию, отражая различные аспекты, особенности значения вызывающих их объектов.